# Cristián Saavedra
Cristián Andrés Saavedra Iturriaga (Chile, 14 de junio de 1961) es un exfutbolista del club chileno Colo-Colo y su último desempeño fue como Gerente Técnico en Deportes La Pintana.

## Biografía[2]
Tiene dos hijos: Tomás y Carla Saavedra.
Se inició en las Divisiones menores de Colo-Colo, donde jugó en la categoría Juvenil en los años 1979-1980 y paso al primer equipo a la edad de 17 años.
El debut de Cristián Saavedra en el profesionalismo fue en Colo-Colo en noviembre del 1979 contra Club Deportivo Magallanes, cuando Pedro Morales Torres que era el técnico del equipo profesional en esa temporadas lo hizo alternar entre los equipos juvenil, reserva y 1.er equipo, siendo campeón en Juvenil y campeón del Torneo de Reserva el año 1980. Su paso por el club popular tuvo episodios de dulce y agraz. Cuando subió al plantel de honor, el joven delantero se encontró con uno de sus mayores obstáculos en la cantidad de delanteros que estaban y llegaron al plantel año a año como: Leonardo Véliz, Juan Carlos Orellana, Carlos Caszely, Rodrigo Santander, Juan Rojas, Horacio Simaldone y José Luis Álvarez, entre tantos otros.
En el Cacique se consagró campeón de la liga chilena en los años 1981,1983 y 1986; Así también, fue campeón de la Copa Chile en las temporadas 1981, 1982, 1985

## Trayectoria
En 2014 Se le ofrece ser el Gerente Técnico Deportivo del Club de Deportes Pintana. de la Segunda División Profesional de Chile, en el campeonato 2014-2015, llegando en 4ª lugar el equipo en su primer año de participación en el fútbol profesional, lo cual le pone fin a su gestión finalizado el campeonato.
Actualmente y desde 2020, se desarrolla profesionalmente en la Escuela de fútbol Colo-Colo monumental y en la escuela de fútbol para adultos de Colo-Colo.

## Clubes

### Como jugador
| Club               | País    | Año       |
| ------------------ | ------- | --------- |
| Colo Colo          | Chile   | 1980-1987 |
| Unión Española     | Chile   | 1988      |
| Santos Laguna      | México  | 1988-1989 |
| Deportes La Serena | Chile   | 1989      |
| Cobresal           | Chile   | 1990      |
| Wilstermann        | Bolivia | 1991      |

### Como ayudante técnico
| Club                        | País      | Año       |
| --------------------------- | --------- | --------- |
| Palestino                   | Chile     | 1993      |
| Colo Colo                   | Chile     | 2006-2008 |
| Independiente de Avellaneda | Argentina | 2008      |

### Como Técnico
| Club                          | País  | Año       |
| ----------------------------- | ----- | --------- |
| Audax Italiano (Fútbol joven) | Chile | 2012-2013 |
| Lautaro de Buin               | Chile | 2013      |